# Alchemilla wallischii
Alchemilla wallischii é uma espécie de rosácea do gênero Alchemilla, pertencente à família Rosaceae.